# Phaenognathini
Phaenognathini – plemię chrząszczy z rodziny poświętnikowatych i podrodziny Aclopinae. Obejmuje 12 opisanych gatunków sklasyfikowanych w dwóch rodzajach. Zasiedlają one południową krainę neotropikalną oraz krainę australijską.

## Morfologia
Od siostrzanego plemienia Aclopini chrząszcze te odróżniają się takimi przypuszczalnymi synapomorfiami jak: rozproszone punktowanie nadustka, pierwszy człon czułków w połowie tak długi jak pozostałe razem wzięte, krótko oszczecona przednia krawędź tylnego skrzydła czy punktowany i pomarszczony oskórek zatułowia. Genitalia samców charakteryzują się ponadto zrośniętymi nasadami paramer, boczną krawędzią fallobazy wyposażoną w wyraźnie widoczny wyrostek oraz obecnością w endofallusie zarówno temonów jak i o połowę krótszego od nich płata v-kształtnego.

## Ekologia i występowanie
Biologia i ekologia tych owadów są słabo zbadane. Nieznane nauce pozostają larwy, a samice opisano tylko w przypadku Phanaeognatha jenae. Osobniki dorosłe z rodzaju Phanaeognatha łowione były do sztucznych źródeł światła. Przypuszcza się, że samice pędzą głównie podziemny tryb życia, o czym świadczyć mogą m.in. zredukowane oczy i buławka czułków, niezdolność do lotu z uwagi na redukcję skrzydeł tylnych, nabrzmiały odwłok i zredukowane stopy.
Phanaeognathini zamieszkują wyłącznie Nowy Świat. Rodzaj Neophaenognatha zasiedla Argentynę w krainie neotropikalnej, zaś rodzaj Phaenognatha zamieszkuje krainę australijską.

## Taksonomia
Plemię to utworzył w 1977 roku Stiepan Jabłokow-Chnzorian jako takson monotypowy, obejmujący tylko rodzaj Phaenognatha, w 1847 roku umieszczony przez Wilhelma Ferdinanda Erichsona wśród Glaphyridae. Jabłokow-Chnzorian umieścił to plemię wraz z plemieniem Aclopini w podrodzinie Aclopinae. W 1983 roku Peter Geoffrey Allsopp wydzielił neotropikalnych przedstawicieli rodzaju Phaenognatha w nowy rodzaj Neophaenognatha. W 2012 roku Federico Ocampo i José Mondaca usunęli Phaenognathini z Aclopinae, jednak opublikowane w 2019 roku wyniki pierwszej obejmującej liczne Aclopinae molekularno-morfologicznej analizy filogenetycznej potwierdziły poprzednią klasyfikację plemienia oraz monofiletyczność współczesnych rodzajów Aclopinae.